# Gisela Sept-Hubrich
Gisela Sept-Hubrich (* 25. Mai 1944 in Berlin als Gisela Hubrich) ist eine deutsche Pastorin und Politikerin (SPD). 1990 gehörte sie der letzten Volkskammer der DDR an.

## Leben und Beruf
Hubrich besuchte die Grund- und Oberschule in Berlin-Lichtenberg. Nach dem Abitur studierte sie Theologie am Sprachenkonvikt Berlin, sie schloss mit dem Examen ab. Von 1971 bis 1985 war sie als Pastorin in Fredersdorf und Vogelsdorf tätig. Danach wurde sie aus familiären Gründen für fünf Jahre freigestellt, ehe sie in ihre alte Position zurückkehrte.
Sept-Hubrich ist verheiratet und Mutter von zwei adoptierten Kindern.

## Politik
Sept-Hubrich trat 1990 in die SPD ein. Diese nominierte sie für die Volkskammerwahl auf Platz 5 der Liste im Wahlkreis Frankfurt/Oder, über den sie in die Volkskammer einzog. Dort war sie Mitglied des Ausschusses für Familie und Frauen, in der SPD-Fraktion gehörte sie dem Arbeitskreis Arbeit und Soziales an. Ihre Mitgliedschaft in der Volkskammer endete mit deren Auflösung zum 2. Oktober 1990.